# Седмични круг богослужења
Седмични круг богослужења је распоред богослужења у Православној цркви везан за сваки дан у седмици. Сваки дан у седмици црква својим богослужењима посвећује одређеном догађају или личностима којих се на овај начин молитвено сећа. У Типику Православне цркве дефинише се седмични богослужбени круг на следећи начин:
- Недеља — први дан седмице посвећен је Васкрсењу Господњем.
- Понедељак — посвећен је бестелесним анђелским силама.
- Уторак — посвећен је Светом Јовану Крститељу.
- Среда — дан сећања и опомене на Јудино издајство Исуса Христа. Овај дан се зато обележава постом.
- Четвртак — посвећен је светим апостолима и Светом Николи Мирликијском.
- Петак — дан сећања на распеће и смрт Исуса Христа, због чега је тај дан, поред среде, обележен постом.
- Субота — дан покоја, посвећен је нарочитом указивању поштовања Богородици Марији, светим мученицима и свим покојнима.